# BDWM Transport
Le BDWM Transport (BDWM) est une entreprise ferroviaire suisse née de la fusion en 2000 du Bremgarten-Dietikon (BD) et du Wohlen-Meisterschwanden (WM).
En 2018, le Canton d'Argovie a décidé de fusionner les deux entreprises BDWM Transport AG (BDWM) et Wynental- und Suhrentalbahn (WSB), pour former la nouvelle entité ARA (Aargau Verkehr AG). Les deux entreprises sont détenues majoritairement par le secteur public, en particulier le canton d'Argovie.

## Historique

### Bremgarten-Dietikon (BD)

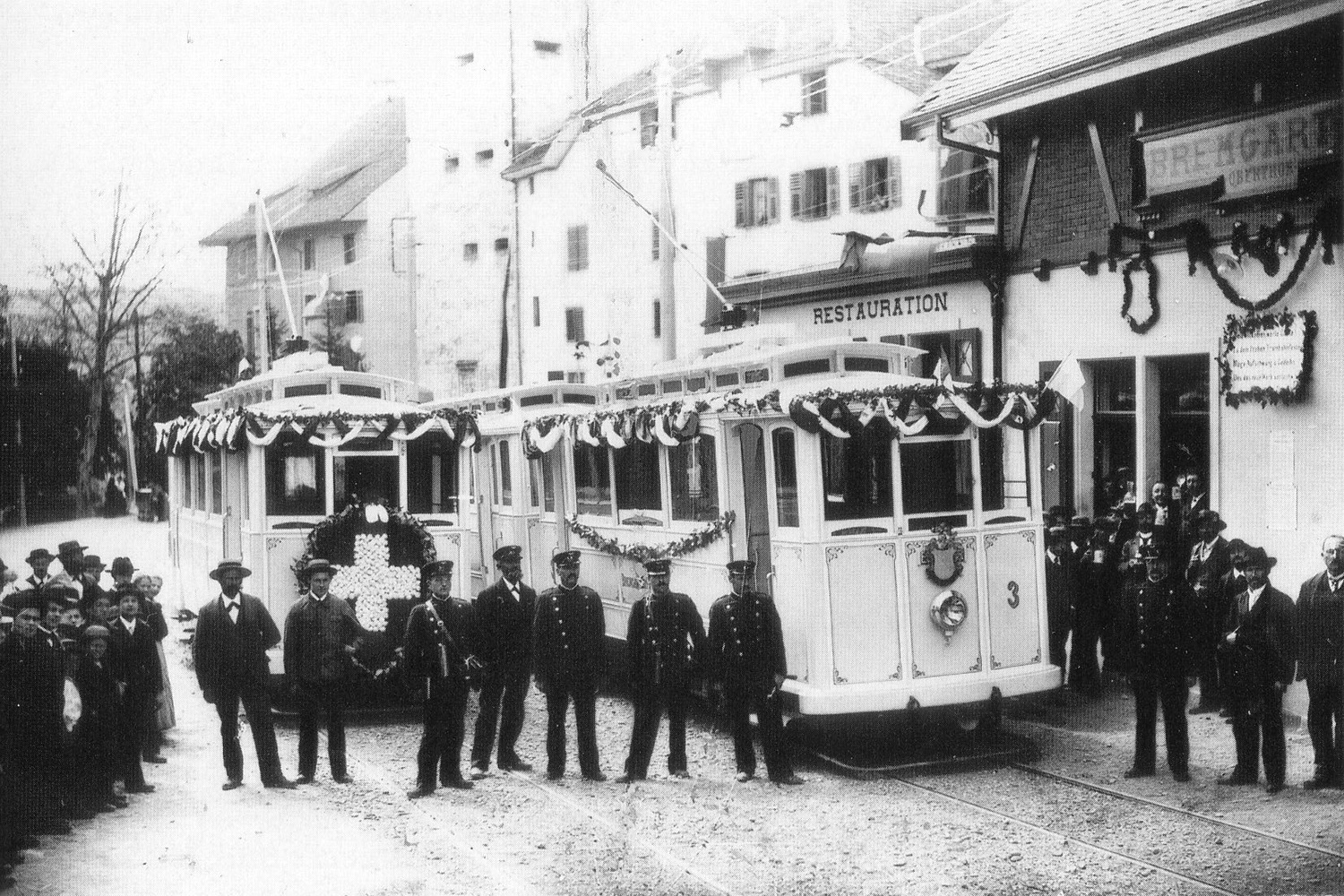
L'inauguration du BD de 1902.

La ligne de Chemin de fer (18,9 km) a été construite en trois étapes nettement séparées dans le temps. L'existence d'une ligne du Chemin de fer du Sud Aarau - Arth-Goldau passant par Wohlen poussa les habitants de Bremgarten à demander une liaison vers la ville de Wohlen. La première étape Wohlen - Bremgarten (WB) fut ouverte à l'exploitation le 1er septembre 1876 en voie normale (1 435 mm), puis le tronçon vers Dietikon le 1er mai 1902 en voie étroite électrique (1 000 mm). Le 8 mars 1912 la compagnie ouvrit sur le premier tronçon une voie combinée étroite (1 000 mm), permettant une liaison directe Wohlen - Dietikon en voie étroite et électrifia également la ligne. Entre 1931 et 1939, le BD fut placé par étapes sur un corps de voie indépendant de la route.

### Wohlen-Meisterschwanden (WM)

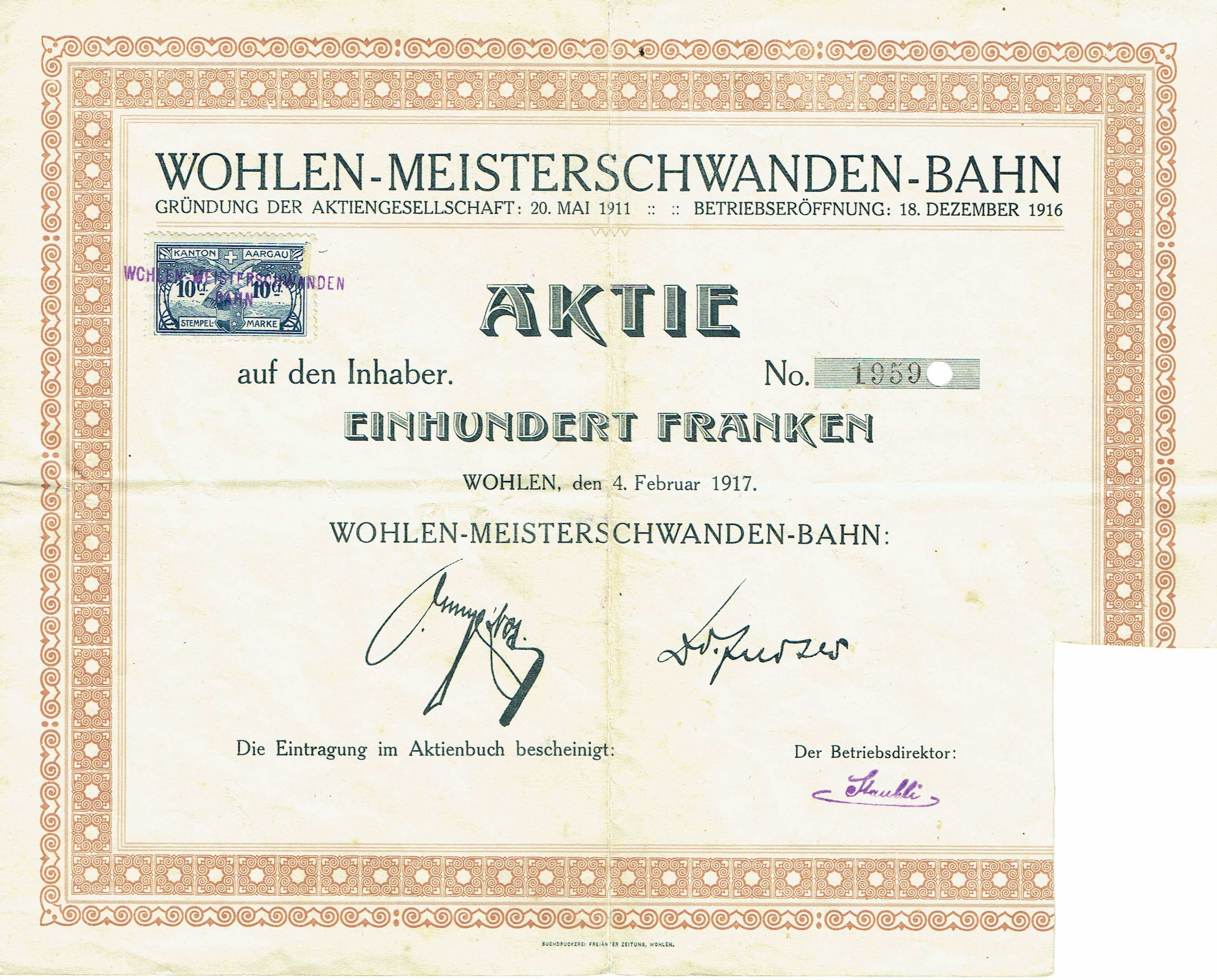
Action du Wohlen-Meisterschwanden-Bahn en date du 4 février 1917.

Les travaux de la ligne de chemin de fer à voie normale (1 435 mm) de 8,2 km, entre Wohlen et Meisterschwanden, au bord du Lac de Hallwil, débuta en automne 1914, en pleine Première Guerre mondiale et son ouverture à l'exploitation se fit le 18 décembre 1916. En 1966, la ligne fut modernisée et le courant électrique adapté à celui des CFF (alternatif monophasé 15 000 volts). Mais la ligne resta déficitaire et à la suite de la fermeture d'une usine métallurgique en 1994, les pouvoirs publics décident de transformer la ligne du WM, en ligne de bus le 31 mai 1997.

## Réseau actuel
La compagnie exploite une ligne de 27 km entre Dietikon, Wohlen et Meisterschwanden. Entre Dietikon et Bremgarten-West, la ligne est à voie métrique et au-delà, elle était à double écartement jusqu'au renouvellement de la voie, entraînant la dépose de la voie normale qui n'était plus utilisée. La ligne est électrifiée à 1200 V continu, est intégrée au réseau S-Bahn de Zurich avec le numéro de ligne S 17.
Le matériel roulant est baptisé DIAMANT (Dynamic, Innovative, Attractive, Moderne, Agifle Near-distance Train) par Stadler.

## Matériel roulant ferroviaire

### Matériel roulant actuel
| Matériel roulant  | Type et numéros   | Nbre | Année de construction | Constructeur(s) | Places assises 1re/2e classe | Remarque(s)                | Photo |
| ----------------- | ----------------- | ---- | --------------------- | --------------- | ---------------------------- | -------------------------- | ----- |
| Automotrices      | ABe 4/8 5001-5014 | 14   | 2010                  |                 | 20 / 70                      |                            |       |
| Automotrices      | BDe 4/4 10        | 1    | 1932                  |                 | 0 / 40                       | train rétro                |       |
| Automotrices      | BDe 8/8 7         | 1    | 1969                  | SWS / MFO       | 0 / 93                       | train rétro                |       |
| Locomotive Diesel | Em 2/2 103        | 1    | 1984                  |                 | -                            | Véhicule pour voie normale |       |
| Tracteur Diesel   | Te 2/2 51         | 1    | 1967                  |                 | –                            |                            |       |

### Matériel roulant ancien
| Matériel roulant | Type et numéros   | Nbre | Année de construction | Constructeur(s) | Places assises 2e classe | Remarque(s)                 | Photo |
| ---------------- | ----------------- | ---- | --------------------- | --------------- | ------------------------ | --------------------------- | ----- |
| Automotrices     | BDe 8/8 1-6 / 8-9 | 8    | 1969                  |                 | 93                       | retirées du service en 2010 |       |
| Automotrices     | Be 4/8 21-25      | 5    | 1993                  | SWA / SIG / ABB | 104                      | vendu à l'AAR en 2010       |       |